# Дергай, Сергей Степанович
Серге́й Степа́нович Дерга́й (бел. Сярге́й Сцяпа́навіч Дзярга́й; 17 сентября 1907 — 25 декабря 1980) — белорусский советский поэт, переводчик. Лауреат Литературной премии имени Я. Купалы (1964). Член Союза писателей СССР (1950).

## Биография
Родился 17 сентября 1907 года в семье железнодорожника в Минске. Окончил 1-ю Минскую железнодорожную семилетнюю школу (1924), а затем трёхлетние общеобразовательные курсы (1927). В середине 30-х годов XX века работал корректором в типографии газеты «Звязда».
Репрессирован в 1935 году. Освобождён в 1937 году, вновь арестован в 1939 году, выслан в Казахстан. Весной 1941 года был освобождён. В годы Великой Отечественной войны жил в Гомеле, участвовал в деятельности гомельской подпольной группы.
С 1946 года — в Минске. В 1951—1953 годах работал заведующим отделом поэзии белорусского литературного журнала «Полымя», в 1953—1967 годах — ответственным секретарём, редактором отдела литературы белорусского юмористического журнала «Вожык».
Реабилитирован в 1992 году.
Умер 25 декабря 1980 года. Похоронен на Северном кладбище Минска.

## Творчество
Дебютировал стихотворением в 1938 году. Перевёл на белорусский язык поэмы «Гражина» А. Мицкевича, «Отец зачумленных» Ю. Словацкого, «Двенадцать» А. Блока, «Во весь голос» В. Маяковского, «Синие гусары» Н. Асеева, «Сын» П. Антакольского, «1905 год» Б. Пастернака, «Павлик Морозов» С. Щипачёва, отдельные произведения М. Конопницкой, В. Броневского, Ю. Тувима, И. Бехера, Г. Зегерс, М. Лермонтова, Л. Украинки.

### Поэтические сборники
- бел. «Вачыма будучыні : вершы і паэмы» («Глазами будущего : стихотворения и поэмы») (1953)
- бел. «Крэмень аб крэмень : вершы і паэмы» («Кремень о кремень : стихотворения и поэмы») (1958)
- бел. «Цешча : гумарыстычныя вершы» («Тёща : юмористические стихотворения») (1959)
- бел. «Чатыры стыхіі : вершы і паэмы» («Четыре стихии : стихотворения и поэмы») (1962, дополненное 1988)
- бел. «Свята ў будзень» («Праздник в будний день») (1964)
- бел. «Салата з дзядоўніку : гумарыстычныя вершы» («Салат с лопуха : юмористические стихотворения») (1967)
- бел. «Выбранае» («Избранное») (1967)
- бел. «Вершы» («Стихотворения») (1974)
- бел. «На вогненнай сцяжыне : Выбранае» («На огненной тропе : Избранное») (1977)

### В переводе на русский язык
- Дергай, С. С. Рациональное зерно : Стихи / С. С. Дергай; Авториз. пер. c белорусского языка . — Москва : Советский писатель, 1970.
- Дергай, С. С. Четыре стихии : Лирика / С. С. Дергай; Пер. c белорусского языка. — Минск : Мастацкая літаратура, 1994. — 190 с.

## Награды и звания
- Лауреат Литературной премии имени Я. Купалы (1964) за сборник стихотворений и поэм «Чатыры стыхіі»
- Медали